# Крутов, Евгений Алексеевич
Евгений Алексеевич Крутов (род. 25 марта 1978) — российский хоккеист, защитник. Тренер.

## Биография
Воспитанник воскресенского «Химика», дебютировал за команду в сезоне 1995/96, проведя один матч в МХЛ. Со следующего сезона — игрок команды первой лиги «Ак Барс-2» Казань, также провёл один матч за «Ак Барс» в Суперлиге. По ходу следующего сезона вернулся в «Химик». Перед переходным турниром сезона-1999/2000 перешёл в «Кристалл» Саратов из высшей лиги; там же играл за «Липецк» (2001/02) и «Химик» (2002/03). 11 сезонов (2003/04 — 2013/14) отыграл за «Нефтяник» Альметьевск, был капитаном команды. В сезоне-2014/15 ВХЛ выступал за «Дизель» и «Ермак», после чего завершил карьеру.
С 2020 года — тренер в школе «Химика».